# Lijst van openluchttheaters in Nederland
Dit is een onvolledige lijst van openluchttheaters in Nederland.
| Naam                                                     | Plaats           | Gemeente               | Provincie     | Coördinaten                      | Foto                                            | Opmerkingen                                                |
| -------------------------------------------------------- | ---------------- | ---------------------- | ------------- | -------------------------------- | ----------------------------------------------- | ---------------------------------------------------------- |
| Castellum                                                | Almere           | Almere                 | Flevoland     | 52° 21′ 4″ NB, 5° 15′ 19″ OL     |                                                 |                                                            |
| Openlucht Theater Amersfoort                             | Amersfoort       | Amersfoort             | Utrecht       | 52° 9′ 26″ NB, 5° 20′ 35″ OL     |                                                 |                                                            |
| Openluchttheater Elsrijk                                 | Amstelveen       | Amstelveen             | Noord-Holland | 52° 31′ 17″ NB, 4° 85′ 100″ OL   | Voorstelling in Openluchttheater Elsrijk, 2018. |                                                            |
| Stichting Theater het Amsterdamse bos                    | Amstelveen       | Amstelveen             | Noord-Holland | 52° 19′ 18″ NB, 4° 49′ 31″ OL    |                                                 |                                                            |
| Ruïnetheater Batenburg                                   | Batenburg        | Wijchen                | Gelderland    | 51° 50′ 22″ NB, 5° 33′ 40″ OL    |                                                 |                                                            |
| Vondelpark Openluchttheater                              | Amsterdam        | Amsterdam              | Noord-Holland | 52° 21′ 30″ NB, 4° 52′ 16″ OL    |                                                 |                                                            |
| Stichting de Vierschaar                                  | Bergen op Zoom   | Bergen op Zoom         | Noord-Brabant | 51° 29′ 15″ NB, 4° 16′ 41″ OL    |                                                 |                                                            |
| Joe Mann-theater                                         | Best             | Best                   | Noord-Brabant | 51° 30′ 45″ NB, 5° 26′ 1″ OL     | Joe Mann-theater, 2020.                         |                                                            |
| Openluchttheater Hoessenbosch                            | Berghem          | Oss                    | Noord-Brabant | 51° 45′ 41″ NB, 5° 35′ 19″ OL    |                                                 |                                                            |
| Openluchttheater Caprera                                 | Bloemendaal      | Bloemendaal            | Noord-Holland | 52° 24′ 41″ NB, 4° 36′ 22″ OL    |                                                 |                                                            |
| Openluchttheater t Galgenveld                            | Borculo          | Berkelland             | Gelderland    | 52° 6′ 34″ NB, 6° 29′ 36″ OL     |                                                 |                                                            |
| Openluchttheater Brunssum                                | Brunssum         | Brunssum               | Limburg       | 50° 56′ 36″ NB, 5° 58′ 33″ OL    |                                                 |                                                            |
| Zuiderparktheater (voorheen Openluchttheater Zuiderpark) | Den Haag         | Den Haag               | Zuid-Holland  |                                  |                                                 |                                                            |
| Openluchttheater De Helderse Vallei                      | Den Helder       | Den Helder             | Noord-Holland | 52° 56′ 5″ NB, 4° 44′ 4″ OL      |                                                 | In het Mariëndal, verving openluchttheater Donkere Duinen. |
| Shakespearetheater                                       | Diever           | Westerveld             | Drenthe       | 52° 51′ 51″ NB, 6° 19′ 17″ OL    |                                                 |                                                            |
| Openluchttheater Ede                                     | Ede              | Ede                    | Gelderland    | 52° 2′ 25″ NB, 5° 40′ 43″ OL     | Openluchttheater Ede                            |                                                            |
| Goois Openluchttheater Eemnes                            | Eemnes           | Eemnes                 | Utrecht       | 52° 13′ 51″ NB, 5° 13′ 47″ OL    |                                                 |                                                            |
| Openluchttheater Eibergen                                | Eibergen         | Berkelland             | Gelderland    | 52° 6′ 14″ NB, 6° 38′ 54″ OL     |                                                 |                                                            |
| Openluchttheater Universiteit Twente                     | Enschede         | Enschede               | Overijssel    | 52° 14′ 45″ NB, 6° 51′ 11″ OL    |                                                 |                                                            |
| Openluchttheater Engbergen                               | Gendringen       | Oude IJsselstreek      | Gelderland    | 51° 52′ 27″ NB, 6° 23′ 52″ OL    |                                                 |                                                            |
| Openluchttheater Handel                                  | Handel           | Gemert-Bakel           | Noord-Brabant |                                  |                                                 |                                                            |
| Natuurtheater de Kersouwe                                | Heeswijk-Dinther | Bernheze               | Noord-Brabant | 51° 40′ 0″ NB, 5° 26′ 58″ OL     |                                                 |                                                            |
| Openluchttheater Hertme                                  | Hertme           | Borne                  | Overijssel    | 52° 19′ 14″ NB, 6° 45′ 28″ OL    | Openluchttheater Hertme                         |                                                            |
| Stichting Keldermanspoort                                | Hulst            | Hulst                  | Zeeland       | 51° 16′ 59″ NB, 4° 2′ 59″ OL     |                                                 |                                                            |
| Openluchttheater Podium Nienoord                         | Leek             | Leek                   | Groningen     | 53° 9′ 55″ NB, 6° 23′ 34″ OL     |                                                 |                                                            |
| Openluchttheater de Zandkuil                             | Lochem           | Lochem                 | Gelderland    | 52° 9′ 9″ NB, 6° 24′ 42″ OL      |                                                 |                                                            |
| Openluchttheater Brilmansdennen                          | Losser           | Losser                 | Overijssel    | 52° 16′ 4″ NB, 7° 0′ 57″ OL      |                                                 |                                                            |
| Amfitheater de Lommerrijk                                | Luttenberg       | Raalte                 | Overijssel    | 52° 24′ 12″ NB, 6° 21′ 58″ OL    |                                                 |                                                            |
| Openluchttheater de Hunnebergen                          | Luyksgestel      | Bergeijk               | Noord-Brabant | 51° 16′ 49″ NB, 5° 17′ 50″ OL    |                                                 |                                                            |
| Openluchttheater Mariahout                               | Mariahout        | Laarbeek               | Noord-Brabant | 51° 32′ 24″ NB, 5° 34′ 13″ OL    |                                                 |                                                            |
| Openluchttheater de Kösterskoele                         | Markelo          | Hof van Twente         | Overijssel    | 52° 14′ 26″ NB, 6° 30′ 41″ OL ?? |                                                 |                                                            |
| Openluchttheater De Goffert                              | Nijmegen         | Nijmegen               | Gelderland    | 51° 49′ 28″ NB, 5° 50′ 1″ OL     |                                                 |                                                            |
| Openluchttheater Nijverdal                               | Nijverdal        | Hellendoorn            | Overijssel    | 52° 22′ 26″ NB, 6° 27′ 33″ OL    |                                                 |                                                            |
| Openluchttheater Nispen                                  | Nispen           | Roosendaal             | Noord-Brabant | 51° 28′ 59″ NB, 4° 27′ 44″ OL    |                                                 |                                                            |
| Natuurtheater Oisterwijk                                 | Oisterwijk       | Oisterwijk             | Noord-Brabant | 51° 34′ 14″ NB, 5° 13′ 3″ OL     |                                                 |                                                            |
| Openluchttheater Oosterhout                              | Oosterhout       | Oosterhout             | Noord-Brabant | 51° 37′ 44″ NB, 4° 51′ 17″ OL    |                                                 |                                                            |
| Stichting Openluchttheater Victoriaklef Overloon         | Overloon         | Boxmeer                | Noord-Brabant | 51° 34′ 17″ NB, 5° 57′ 17″ OL    |                                                 |                                                            |
| Openluchttheater de Pinkenberg                           | Rheden           | Rheden                 | Gelderland    | 52° 0′ 39″ NB, 5° 58′ 33″ OL     |                                                 |                                                            |
| Vrouwenhof                                               | Roosendaal       | Roosendaal             | Noord-Brabant | 51° 31′ 40″ NB, 4° 27′ 49″ OL    |                                                 | In het Vrouwenhofpark                                      |
| Intorno openlucht Theater de Fighter                     | Rotterdam        | Rotterdam              | Zuid-Holland  | 51° 54′ 9″ NB, 4° 27′ 12″ OL     |                                                 |                                                            |
| Openluchtpodium Mariendael                               | Sint-Oedenrode   | Sint-Oedenrode         | Noord-Brabant | 51° 33′ 35″ NB, 5° 27′ 27″ OL    |                                                 |                                                            |
| Openluchttheater Cabrio                                  | Soest            | Soest                  | Utrecht       | 52° 9′ 16″ NB, 5° 18′ 16″ OL     |                                                 |                                                            |
| Natuurtheater De Donck                                   | Someren          | Someren                | Noord-Brabant | 51° 23′ 26″ NB, 5° 41′ 30″ OL    |                                                 |                                                            |
| Openluchttheater De Doolhof                              | Tegelen          | Venlo                  | Limburg       | 51° 20′ 15″ NB, 6° 8′ 43″ OL     | Openluchttheater De Doolhof                     |                                                            |
| Openluchttheater Theater de Abdijhof Thorn               | Thorn            | Maasgouw               | Limburg       | 51° 9′ 36″ NB, 5° 50′ 30″ OL     |                                                 |                                                            |
| Openluchttheater Naat Piek                               | Uden             | Uden                   | Noord-Brabant | 51° 40′ 48″ NB, 5° 38′ 34″ OL    |                                                 |                                                            |
| Openluchttheater Valkenburg                              | Valkenburg       | Valkenburg aan de Geul | Limburg       | 50° 51′ 52″ NB, 5° 49′ 31″ OL    | Openluchttheater Valkenburg                     |                                                            |
| Openluchttheater Velden                                  | Velden           | Venlo                  | Limburg       | 51° 25′ 47″ NB, 6° 10′ 18″ OL    |                                                 |                                                            |
| Openluchttheater de Paasheuvel                           | Vierhouten       | Nunspeet               | Gelderland    | 52° 19′ 49″ NB, 5° 49′ 26″ OL    |                                                 |                                                            |
| Openluchttheater Huininkmaat                             | Winterswijk      | Winterswijk            | Gelderland    | 51° 57′ 53″ NB, 6° 43′ 52″ OL    |                                                 |                                                            |
| Openluchttheater de Klaproos                             | Wolfheze         | Renkum                 | Gelderland    | 52° 0′ 19″ NB, 5° 47′ 5″ OL      |                                                 |                                                            |
| Slottuintheater                                          | Zeist            | Zeist                  | Utrecht       | 52° 4′ 42″ NB, 5° 14′ 6″ OL      |                                                 |                                                            |